# Dasia olivacea
Espèce
Synonymes
- Euprepes ernesti Duméril & Bibron, 1839

Statut de conservation UICN

 LC  : Préoccupation mineure
Dasia olivacea est une espèce de sauriens de la famille des Scincidae.

## Répartition
Cette espèce se rencontre en Asie du Sud-Est ainsi que dans les îles Andaman-et-Nicobar en Inde.

## Description

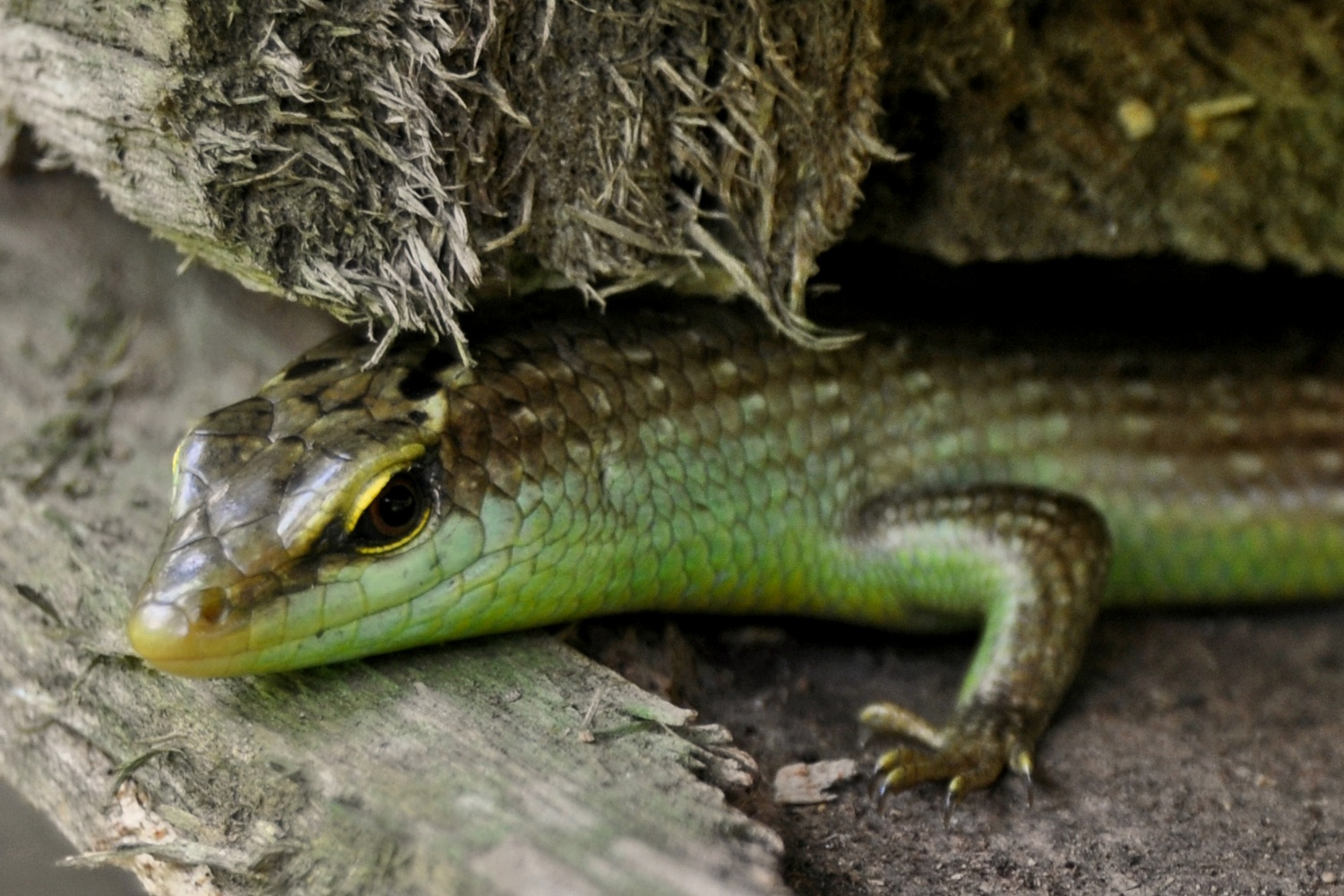

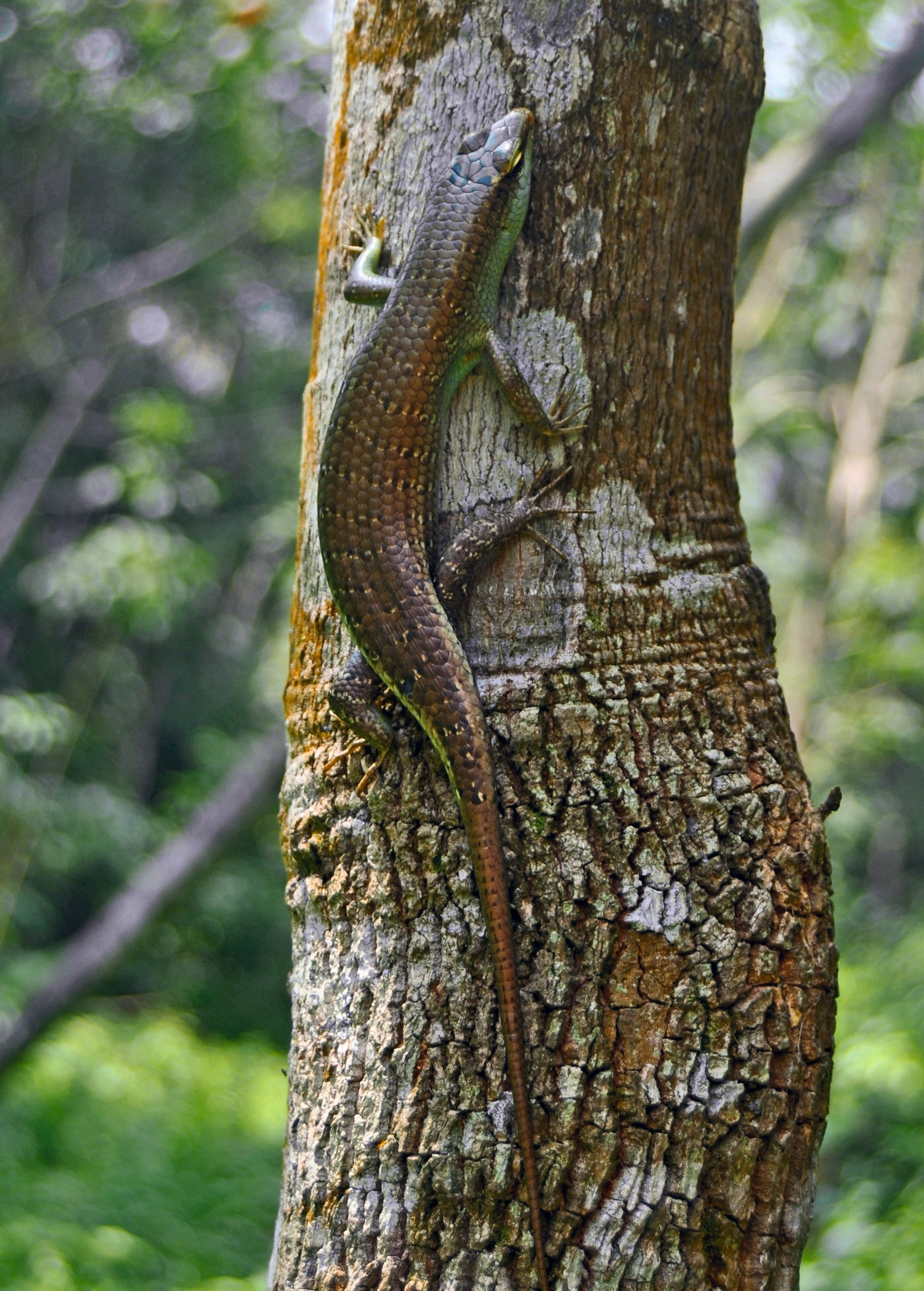

C'est un saurien ovipare.

## Publication originale
- Gray, 1839 "1838" : Catalogue of the slender-tongued saurians, with descriptions of many new genera and species. Annals and Magazine of Natural History, sér. 1, vol. 2, p. 331-337 (texte intégral).